# Caraballo
Caraballo är en ort i Mexiko.   Den ligger i kommunen Singuilucan och delstaten Hidalgo, i den sydöstra delen av landet, 90 km nordost om huvudstaden Mexico City. Caraballo ligger 2 645 meter över havet och antalet invånare är 210.
Terrängen runt Caraballo är kuperad åt nordost, men åt sydväst är den platt. Runt Caraballo är det ganska glesbefolkat, med 39 invånare per kvadratkilometer. Närmaste större samhälle är Tulancingo, 19,9 km nordost om Caraballo. Trakten runt Caraballo består till största delen av jordbruksmark.